# Korpyliwka
Korpyliwka (ukr. Корпилівка) – wieś na Ukrainie, w obwodzie chmielnickim, w rejonie szepetowskim, w hromadzie Hryców. W 2001 liczyła 283 mieszkańców, wśród których 279 wskazało jako ojczysty język ukraiński, 3 rosyjski, a 1 białoruski.